# Referendum w Mołdawii w 2010 roku
Referendum w Mołdawii w 2010 roku odbyło się 5 września 2010 i dotyczyło poprawki do konstytucji, wprowadzającej bezpośredni sposób wyboru prezydenta kraju. Chociaż większość głosujących poparła zmianę przepisów, referendum z powodu niższej od wymaganej frekwencji wyborczej, nie było prawnie wiążące. 

## Organizacja referendum
Prezydent Mołdawii, na podstawie przepisów art. 78 konstytucji z 1994, wybierany jest przez Parlament Mołdawii w głosowaniu tajnym. Szefem państwa zostaje kandydat, który uzyskał poparcie co najmniej 3/5 liczby deputowanych. Jeśli żaden z kandydatów nie uzyskał wymaganej liczby głosów, przeprowadzana jest druga tura wyborów, w której udział biorą dwaj kandydaci z największą liczbą głosów poparcia uzyskanych w pierwszej turze. W przypadku ponownego nieuzyskania przez żadnego z kandydatów wymaganej liczby głosów, przeprowadzana jest trzecia tura wyborów. Jeśli i ona nie zakończy się rozstrzygnięciem, prezydent rozwiązuje parlament i ogłasza nowe wybory. 
W 2009, w dwukrotnie organizowanych wyborach prezydenckich, mołdawscy deputowani nie byli w stanie dokonać wyboru nowego szefa państwa. Pierwsze wybory przeprowadzone w maju i czerwcu 2009, nie przyniosły zwycięstwa kandydatce rządzącej Partii Komunistów Mołdawii, Zinaidzie Greceanîi. Doprowadziło to do organizacji nowych wyborów parlamentarnych w lipcu 2009. W wyborach prezydenckich w listopadzie i grudniu 2009 wymaganego poparcia nie uzyskał z kolei Marian Lupu, kandydat rządzącej koalicji Sojuszu na rzecz Integracji Europejskiej. 
Wobec kryzysu politycznego i konstytucyjnego, jaki powstał po dwóch nieudanych próbach wyboru szefa państwa, rządząca koalicja wyszła z propozycją zmiany ustawy zasadniczej i wprowadzenia bezpośredniego wyboru prezydenta w głosowaniu powszechnym przez obywateli. 5 maja 2010 p.o. prezydenta Mihai Ghimpu ogłosił zamiar organizacji powszechnego referendum w tej sprawie. 7 lipca 2010 parlament zatwierdził organizację głosowania w dniu 5 września 2010. 
Uprawnionych do udziału w głosowaniu było 2,6 mln spośród ok. 3,5 mln mieszkańców. Aby referendum było ważne, udział w nim musiała wziąć co najmniej 1/3 uprawnionych do głosowania. Do przyjęcia proponowanych zmian wymagana była większość głosów poparcia. 
Wszystkie cztery partie wchodzące w skład rządzącej koalicji opowiadały się za zmianą konstytucji. Opozycyjna Partia Komunistów Republiki Mołdawii nazwała referendum "pułapką" i wezwała obywateli do bojkotu głosowania. 

## Głosowanie i wyniki
W referendum obywatele, mając do wyboru odpowiedzi TAK lub NIE, odpowiadali na pytanie:
- "Czy zgadzasz się na poprawkę konstytucyjną, która pozwalałaby wybierać Prezydenta Republiki Mołdawii przez całą ludność?"[5].

Według ostatecznych wyników referendum, za zmianą konstytucji opowiedziało się 87,83% głosujących; przeciwnych było 12,17%. Frekwencja wyniosła 30,29%, co oznaczało brak wiążącego charakteru głosowania.
| Głosy          | Liczba głosów | %      |
| -------------- | ------------- | ------ |
| Tak            | 707 468       | 87,83% |
| Nie            | 97 999        | 12,17% |
| Głosy nieważne | 12 962        | -      |
| Razem          | 818 429       | 100%   |
| Źródło:        |               |        |